# Lira (piłkarz)
Lira, właśc. Carlos Augusto José de Lira (ur. 2 kwietnia 1966 w Brasílii) – piłkarz brazylijski, występujący na pozycji środkowego obrońcy.

## Kariera klubowa
Karierę piłkarską Lira zaczął w klubie Taguatinga Brasília w 1985 roku. W tym samym roku przeszedł do CR Vasco da Gama. W lidze brazylijskiej zadebiutował 14 kwietnia 1985 w przegranym 0-1 meczu z Clube Atlético Mineiro. Z Vasco da Gama dwukrotnie wywalczył stanu Rio de Janeiro – Campeonato Carioca w 1987 i 1988 roku. W 1989 roku występował w Portuguesie São Paulo, z której trafił do Goiás EC. W klubie z Goiânii występował przez dwa lata i zdobył w tym czasie dwa razy mistrzostwo stanu Goiás – Campeonato Goiano w 1990 i 1991 oraz dotarł do finału Copa do Brasil w 1990 roku.
W 1991 przeszedł do Grêmio Porto Alegre. Nie był to udany transfer, dlatego Lira szybko przeszedł do Fluminense FC. We Fluminense grał przez trzy lata i zdobył w tym czasie mistrzostwo stanu Rio de Janeiro w 1995 roku. W 1995 przeszedł do lokalnego rywala - CR Flamengo. W 1996 roku krótko grał w Guarani FC i Clube Atlético Mineiro, z którego przeszedł do Athletico Paranaense. W Athletico Paranaense Lira rozegrał swój ostatni mecz ligowy 12 października 1996 przeciwko SE Palmeiras. Ogółem w lidze brazylijskiej Lira rozegrał 83 mecze i strzelił 4 bramki. W latach 2001–2003 występował w klubach Estrela do Norte, Vilavelhense i Vitória FC, w której zakończył karierę piłkarską.

## Kariera reprezentacyjna
W reprezentacji Brazylii Lira zadebiutował 8 listopada 1990 w towarzyskim meczu z reprezentacją Chile. W następnym roku uczestniczył w Copa América 1991, na których Brazylia zajęła drugie miejsce. Podczas tych mistrzostw Lira był rezerwowym i nie wystąpił w żadnym meczu. Ostatni raz w reprezentacji zagrał 17 marca 1993 w towarzyskim meczu z reprezentacją Polski.

## Kariera trenerska
Lira po zakończeniu został trener. W 2009 roku prowadził Américę Rio de Janeiro. Od 2011 roku prowadzi występujący w trzeciej lidze stanu Rio de Janeiro Centro Esportivo Yasmin.